# Edmund Stuczyński
Edmund Stuczyński (ur. 14 listopada 1914 w Dobrzejewicach, zm. 8 czerwca 1973 w Gorzowie Wielkopolskim) – polski inżynier rolnik, pracownik naukowy, poseł na Sejm PRL II, III i IV kadencji.

## Życiorys
Był synem Ignacego, małorolnego chłopa. Ukończył szkołę podstawową i w 1927 w Toruniu zaczął naukę w Państwowym Gimnazjum, otrzymując świadectwo maturalne w 1935. Dokształcał się i jednocześnie pracował od 1935 do 1939 w gospodarstwie rolnym. W Warszawie ukończył Wyższe Korespondencyjne Kursy Rolnicze im. Stanisława Staszica. W 1937 ukończył Szkołę Podchorążych Artylerii i w stopniu plutonowego podchorążego rezerwy uczestniczył w wojnie obronnej w 1939, a podczas okupacji był na terenie Niemiec w obozach jenieckich. Po wyzwoleniu powrócił do kraju i włączył się w odbudowę i zagospodarowanie Ziem Zachodnich. Pracował w Pyrzycach, a później w Nowielinie. W Bronowicach w 1946 był administratorem Zespołu Państwowych Nieruchomości Ziemskich.
W 1949 z Jadwigą Guzek zawarł związek małżeński i przeszedł do pracy na ziemię lubuską do Okręgowego Zarządu Państwowych Gospodarstw Rolnych, w którym początkowo był inspektorem administracyjnym, a później kierownikiem Oddziału Produkcji Roślinnej. W 1951 otrzymał możliwość podjęcia pracy w placówce naukowej. Został w Sternalicach kierownikiem Zakładu Doświadczalnego Instytutu Uprawy, Nawożenia i Gleboznawstwa, a po roku przeniesiono go do Gorzowa Wielkopolskiego na kierownika Oddziału IUNG i zarazem kierownika Pracowni Roślin Pastewnych. W wyniku reorganizacji przeszedł w 1972 do pracy w Instytucie Hodowli i Aklimatyzacji Roślin na stanowisko kierownika Poznańsko–Gorzowskiego Oddziału Badawczego oraz kierownika Zakładu Traw. Otrzymał uniwersytecki dyplom inżyniera rolnictwa w 1951, a dziesięciu lat później stopień magistra inżyniera rolnictwa na Wydziale Rolniczym Wyższej Szkoły Rolniczej w Poznaniu.
Pierwsze prace napisał o roślinach pastewnych, które pod kierunkiem prof. Bolesława Świętochowskiego, a następnie prof. Stefana Barbackiego rozpoczął w 1953. W 1962 z zakresu genetyki i hodowli roślin otrzymał stopień doktora nauk rolniczo-leśnych. Wyhodowanie oryginalnej tetraploidalnej odmiany życicy westerwoldzkiej pod nazwą „Gotra” było jego innym osiągnięciem. Zajmował się także badaniami nad kształtowaniem warunków środowiska wegetatywnego szeregu gatunków traw pastewnych, głównie kupkówki, poprzez intensywne nawożenie mineralne, a zwłaszcza azotowe. Temat Wpływ nawożenia azotem na wysokość i jakość plonów kupkówki uprawianej na paszę stał się przedmiotem jego pracy habilitacyjnej, którą przed Radą Naukową IUNG–u obronił w 1969. Był autorem bądź współautorem 16 prac naukowych, które opublikowano w „Rocznikach Nauk Rolniczych”, „Pamiętniku Puławskim” i „Genetica Polonica” oraz 25 publikacji popularnonaukowych.
W 1966 w IUNG–u powołany był na stanowisko samodzielnego pracownika naukowo-badawczego, a przed śmiercią doc. dra hab. Edmunda Stuczyńskiego Rada Naukowa IHAR–u podjęła decyzję o wystąpienie z wnioskiem o nadanie mu tytułu profesora nadzwyczajnego. Gorzowski Oddział IUNG był jedną z wyróżniających się tego typu placówek naukowych, którą Edmund Stuczyński przez dwadzieścia lat kierował. Członek rad naukowych: IUNG-u, IHAR-u, Zakładu Genetyki Roślin Polskiej Akademii Nauk w Poznaniu oraz Centralnego Ośrodka Badań Odmian Roślin Uprawnych. Był uczestnikiem pracach wielu komisji specjalistycznych, które przy ministrze rolnictwa były powołane przez Radę Naukowo-Techniczną. W ramach IUNG-u utrzymywał szerokie kontakty międzynarodowe oraz osobiste z naukowcami Bułgarii, Niemiec Zachodnich, Węgier i Niemiec Wschodnich, a zwłaszcza z uczonymi Instytutu Uprawy Roślin Uniwersytetu Karola Marksa w Lipsku oraz Uniwersytetu w Halle.
Członek Polskiej Zjednoczonej Partii Robotniczej od 1952. Był radnym Wojewódzkiej Rady Narodowej w Zielonej Górze od 1955 do 1958, a od 1957 do 1969 był posłem na Sejm PRL II, III i IV kadencji. Będąc posłem, uczestniczył w pracach Komisji Rolnictwa i Przemysłu Spożywczego, a podczas IV kadencji był zastępcą przewodniczącego Komisji. Siedmiokrotnie wystąpił na posiedzeniach plenarnych Sejmu, a raz był sprawozdawcą rządowego projektu ustawy o sprzedaży państwowych nieruchomości rolnych oraz uporządkowaniu niektórych spraw związanych z przeprowadzeniem reformy rolnej i osadnictwa rolnego oraz sześć razy zabierał głos w dyskusji głównie nad sprawozdaniami z realizacji ustaw budżetowych i narodowych planów gospodarczych. Był członkiem Polskiej Grupy Unii Międzyparlamentarnej i brał udział w pracach organizacji. Uczestniczył w wizytach parlamentarnych do Bułgarii, Danii, Rumunii i Związku Radzieckiego. W latach 1964–1972 był wiceprezesem Lubuskiego Towarzystwa Naukowego. Zmarł 8 czerwca 1973.

## Odznaczenia[4]
- Krzyż Oficerski Orderu Odrodzenia Polski
- Odznaka 1000-lecia Państwa Polskiego
- Odznaka Honorowa „Za zasługi w rozwoju województwa zielonogórskiego”